# Хаутаккер, Хендрик
Хендрик Хаутаккер (англ. Hendrick S. Houthakker; 31 декабря 1924, Амстердам — 15 апреля 2008, Лебанон, штат Нью-Гэмпшир, США) — американский экономист голландского происхождения.
Член Национальной академии наук США (1974).
Учился в Амстердамском университете. Работал в Кембридже (1949—1951), Стэнфорде (1954—1960), Токийском университете, Массачусетском технологическом институте; профессор Гарвардского университета (1960—1994).
В 1969—1971 член Совета экономических консультантов при президенте США.
Лауреат медали Джона Бейтса Кларка (1963). Президент Эконометрического общества (1967).
Жена — философ Анна-Тереза Тыменецка.

## Основные произведения
- «Потребительский спрос в Соединенных Штатах» (Consumer Demand in the United States, 1966, совместно с Лестером Тейлором);
- «Экономическая политика в сельскохозяйственном секторе» (Economic Policy for the Farm Sector, 1967).